# Monochromatyzm (okulistyka)
Monochromatyzm, także: monochromacja (ang. monochromacy) – całkowita niezdolność do rozpoznawania barw - całkowitym zniesieniem widzenia barw.
Monochromatyzm występuje w trzech formach: 
- Monochromacja czopków, gdzie działa jedynie pojedynczy system czopków – nie ma możliwości rozróżniania barw, ale wizja jest w miarę normalna.
- Achromatopsja lub monochromacja stożków - siatkówka oka nie zawiera żadnych czopków (lub zawiera ich bardzo mało), w wyniku czego poza niezdolnością do rozpoznawania barw występuje również trudności w widzeniu przy normalnym świetle. Achromatopsja, normalnie występująca rzadko, jest bardzo powszechna na wyspie Pingelap, części stanu Pohnpei (Mikronezja), gdzie nazywana jest maskun: posiada ją około 1/12 tamtejszej populacji (wyspę zniszczył sztorm w XVIII wieku i jeden z kilku ocalałych mężczyzn był nosicielem genu achromatopsji)  aktualnie liczebność populacji wynosi kilka tysięcy, z czego około 30% nosi ten gen.
- Agnozja barw albo „achromatopsja centralna”, gdzie osoba nie dostrzega kolorów, nawet jeśli oczy są zdolne do ich rozpoznawania. Niektórzy nie zaliczają tej wady do prawdziwych zaburzeń widzenia barw, gdyż dotyczy ona zaburzeń percepcji, a nie zaburzeń wizji. Jest formą agnozji wizualnej.